# 八戸怡顔
八戸 怡顔 / 南部 怡顔（はちのへ ときつら / なんぶ ときつら）は、江戸時代の武士。歌人。陸奥国盛岡藩筆頭家老。遠野領主。遠野南部家（根城南部家、八戸氏）8代当主（29代当主）。

## 略歴
寛延4年（1751年）8月25日、遠野南部家（根城南部家、八戸氏）7代当主（28代当主）八戸義顔の次男として、陸奥国盛岡城内遠野屋敷に生まれた。幼名は「民之助」。母は側室。
父義顔は、八戸家分家の附馬牛八戸家（小八戸氏）義書の長男で、先代八戸家当主信彦が、延享2年（1745年）に盛岡城内にある上屋敷火災の不始末を咎められて隠居することとなり、急遽信彦の妹富子の入り婿として本家の家督を継いでいた。
実家の附馬牛八戸家（小八戸氏）は、義書の父義謀が、夭折した2代竹之助の跡に北家から養子として迎えられていて、八戸家とは血の繋がりのない分家であったため、義顔の後継者には、本来の八戸家の血を受け継ぐ信彦の子供を望む家中の声があった。
父義顔と正室富子との間には、寛延3年（1750年）に生まれた長男申次郞（義興）がおり、さらに宝暦7年（1757年）には、先代信彦に次男丑之助（信精）が生まれる。
家中の声を受け、宝暦10年（1760年）に、義顔の次は嫡男義興が継ぎ、義興の次は信精が継ぐものと決められた。ところが、安永5年（1776年）に信精と義興が相次いで没したため、安永6年（1777年）3月、妾腹の怡顔が父義顔の嫡子と定めれた。
天明5年（1785年）1月11日、父義顔が滞在中の江戸藩邸で死去したため、3月6日に家督を相続した。天明6年（1786年）3月、家中の要望もあり先々代信義の五男義応を嫡子とする。
寛政7年（1995年）8月15日、嫡男義応が家督を継がないまま36歳で死去。後に、天明7年（1787年）生まれの怡顔の実子民之助（義恭）と寛政6年（1794年）生まれの義応の遺児富吉（義堯）の間で家督を巡る争いが起こることになる。
天明7年（1787年）2月、遠野鍋倉城（鍋倉館）本丸が火災で焼失し再建にあたる。
寛政元年（1789年）閏6月、蝦夷地叛乱（クナシリ・メナシの戦い）により、幕府より盛岡藩が松前藩の後詰を命じられる。盛岡藩の先鋒として怡顔も出陣の準備を行うが、出陣前に乱が収束し取りやめとなった。
寛政11年（1799年）ロシアの南下に対抗するために、松前藩領だった東蝦夷地が幕府に上知され、11月に盛岡藩に対して幕府より、警衛の足軽500人の派遣を命じられ、寛政12年（1800年）4月、藩主利敬の命で遠野からも人夫12人を交代で派遣することとなった。
文化3年（1806年）白河藩主松平定信の依頼で、「集古十種」作成のために、八戸家に代々伝わる後醍醐天皇が着用した「黒札花色威胴丸之鎧」絵図を作成し提出。文化4年（1807年）8月、定信家臣が派遣され、改めて絵図を作成するのに協力した。文化5年（1808年）2月に、その返礼として怡顔に「集古十種」の甲冑の部一箱を、家老新田政父には金二百疋が贈られた。
文化14年（1817年）10月6日死去。享年67。嫡男義応の死後に、家中で怡顔実子の義恭と義応の遺児義堯による後継者を巡る対立があり、本来届けておくべき嫡男を藩に届けないまま怡顔が没し、八戸家中は死去を隠して嫡男を義堯と届けたため、公的には10月26日死去とされる。